# 中川翔子 しょこたんゴッコ
中川翔子 しょこたんゴッコ（なかがわしょうこしょこたんゴッコ）は、2006年10月7日から2007年9月29日までラジオ大阪と文化放送で放送されていたラジオ番組である。キー局はラジオ大阪である。

## 概要
Goccoの一社提供であり、ソーシャル・ネットワーキング・サービス「Gocco」の紹介を軸に進行する、中川翔子のラジオトーク番組。

## パーソナリティ
- 中川翔子

## 放送時間
ラジオ大阪
- 毎週金曜 24:00 - 24:30（土曜0:00 - 0:30）

文化放送
- 毎週金曜 26:30 - 27:00（土曜2:30 - 3:00）

## コーナー
- しょこミュニティ
- 人生むーびー銀行
- しょこたんの抜け殻

## テーマソング
- フルーツポンチ

作詞:花れん　作曲:小林治郎　歌:中川翔子
- みつばちのささやき

作詞:大内正徳　作曲:平田祥一郎　歌:中川翔子

## 備考
- 通常は、ラジオ大阪と文化放送は同じ内容が放送されるが、2006年12月15日については、別々の放送内容（ラジオ大阪は生放送、文化放送は収録）だった。
- この放送枠の後番組はラジオ大阪が「コスって!アヤミー☆」、文化放送は「ザ・ステージ」という従来ナイターオフ枠に放送される単発番組となる。
- 一方中川翔子の冠ラジオ番組は2007年10月からニッポン放送で中川翔子のGサイエンス!がスタートした。

| ラジオ大阪 金曜24時台前半                                               | ラジオ大阪 金曜24時台前半 | ラジオ大阪 金曜24時台前半                                         |
| 前番組                                                                  | 番組名                    | 次番組                                                            |
| ----------------------------------------------------------------------- | ------------------------- | ----------------------------------------------------------------- |
| ミエノのタタキ!ヒトミ添え ↓ ドットシティ Presents 中川翔子 しょこたうん | 中川翔子 しょこたんゴッコ | 聖れもん♪ 24:00 - 24:15ザ☆ボンのレッツ セイ ハロー! 24:15 - 24:30 |
| 文化放送 金曜26:30 - 27:00                                              |                           |                                                                   |
| アクターズゲイト2+81 ↓ イケ☆バン                                        | 中川翔子 しょこたんゴッコ | ザ・ステージ                                                      |